# Euphorbia kuriensis
Euphorbia kuriensis es una especie fanerógama perteneciente a la familia de las cactáceas. Es endémica de la isla de Socotra. Su natural hábitat son los bosques tropicales o subtropicales  secos.  Está amenazado por la pérdida de hábitat.

## Distribución
Es un matorral enano suculento de Abd al Kuri. A una altitud de 200-450 metros.

## Taxonomía
Euphorbia kuriensis fue descrita por Friedrich Vierhapper y publicado en Oesterreichische Botanische Zeitschrift 55: 88. 1905.
Etimología
Euphorbia: nombre genérico que deriva del médico griego del rey Juba II de Mauritania (52 a 50 a. C. - 23), Euphorbus, en su honor – o en alusión a su gran vientre –  ya que usaba médicamente Euphorbia resinifera. En 1753 Carlos Linneo asignó el nombre a todo el género.
kuriensis: epíteto geográfico que alude a su localización en Abd al Kuri.
Sinonimia
- Chamaesyce kuriensis (Vierh.) Soják (1972).[5][6]